# Almansor

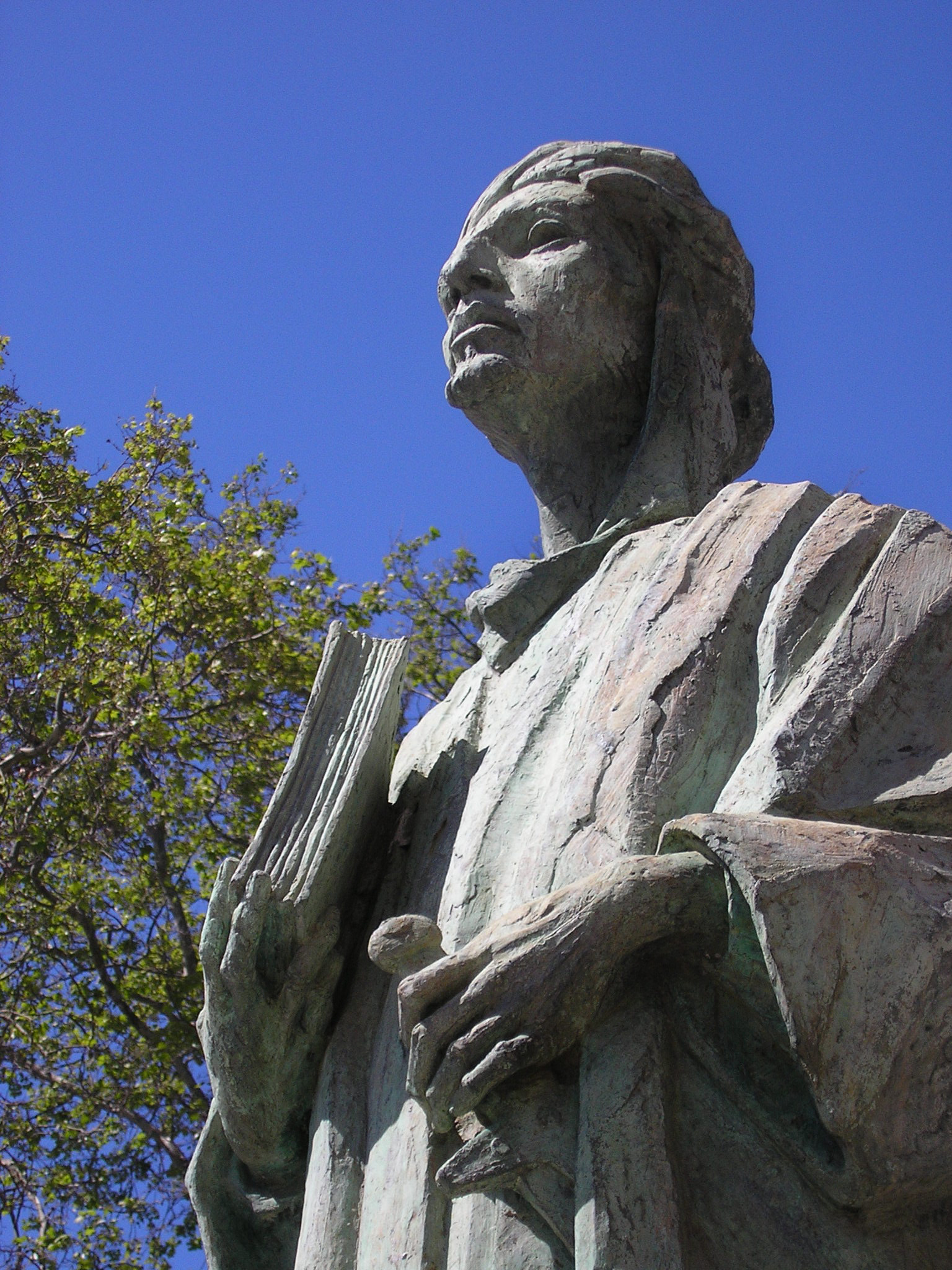
Statue von Almansor in Algeciras (errichtet 2002).

Abu Amir Muhammad ibn Abdallah ibn Abi Amir (arabisch أبو عامر محمد بن عبد الله بن أبي عامر, DMG Abū ʿĀmir Muḥammad b. ʿAbd Allāh b. Abī ʿĀmir), genannt al-Mansur bi-llah / المنصور بالله / al-Manṣūr bi-llāh / ‚der mit Gott Siegreiche‘, im Deutschen bekannt als Almansor (* um 938 vermutlich bei Algeciras; † 10. August 1002 in Medinaceli) war faktischer Alleinherrscher von 978 bis 1002 für den Umayyaden-Kalifen im Kalifat von Córdoba.

## Leben und Wirken
Muhammad ibn Abi Amir entstammte einer Familie, die 711 mit Tariq ibn Ziyad nach al-Andalus eingewandert und mit Ländereien bei Algeciras belehnt worden war. Er studierte Recht, Grammatik und Literatur in Córdoba und begann als Sekretär der Hofkanzlei seine Tätigkeit in der Verwaltung.
Nach dem Tod des Kalifen al-Hakam II. (976) gelangte dessen minderjähriger Sohn Hischam II. auf den Kalifenthron. Mit Unterstützung von Subh, der Mutter und Regentin von Hischam II., des Wesirs al-Mushafi und des Generals Ghalib wurde zunächst eine Verschwörung der Eunuchen unterdrückt, die einen anderen Umayyaden auf den Thron in Córdoba heben wollten. Nachdem Abi Amir al-Mansur die Tochter des Generals Ghalib al-Asma geheiratet hatte, gelang ihm die Ausschaltung des Wesirs al-Mushafi. Später setzte er seine Macht als Kämmerer auch gegen Ghalib durch und kontrollierte damit die Macht im Kalifat. Nachdem Abi Amîr 978 eine neue Verschwörung der Eunuchen vereitelt hatte, beherrschte er faktisch das Kalifat von Córdoba, wobei Hischam II. von der Ausübung der Macht ausgeschlossen wurde, jedoch als zurückgezogen lebender Gelehrter weiterhin der Kalif blieb.
Um seine Stellung zu sichern, löste Almansor die Sklavengarde der Umayyaden auf und baute ein neues Heer aus marokkanischen Söldnern auf. Dabei wurde die herkömmliche Gliederung der Truppen nach Stämmen aufgegeben. Durch diese Militärreform kam es nach dem 8. Jahrhundert zu einer erneuten Einwanderungswelle von Berbern nach Andalusien, deren Gegensatz zu den Arabern später zum Untergang des Kalifats beitragen sollte.

Almansors Feldzüge und „Razzien“ auf christliches Territorium. Grün: Kalifat von Córdoba. Dunkelgrün: Eroberungen von Almansor. Beige: Christliche Königreiche.

Mit dem neuen Heer unternahm Abi Amir 52 Feldzüge gegen die christlichen Reiche in Nordspanien. So wurde 981 Zamora erobert und 985 Barcelona geplündert. 987 verwüstete er Coimbra, das anschließend für 7 Jahre unbewohnt blieb. 988 wurde León erobert und am 10. August 997 das stark befestigte christliche Wallfahrtszentrum Santiago de Compostela in Galicien zerstört, wobei jedoch aus Respekt das Apostelgrab Jakobus’ des Älteren unangetastet blieb. Ein paar tausend christliche Überlebende mussten als Sklaven die Glocken von Compostela nach Córdoba tragen, wo sie zu Lampen für die Moschee umgeschmolzen wurden.
Abi Amir erneuerte auch die Herrschaft im nördlichen Marokko, wobei er seinen Sohn ʿAbd al-Malik in Fès 998 als Statthalter einsetzte. Auf Grund dieser Erfolge legte sich Abi Amir den Beinamen al-Manṣūr bi-llāh zu, woraus sich die europäische Bezeichnung „Almansor“ ableitet. Dieser Schritt stellte eine ungeheuerliche Anmaßung dar, weil der Titel allein Kalifen vorbehalten war. 996 nahm er sogar den Titel eines Königs an. Er gründete für sich die neue Palaststadt al-Madina az-Zahira („die glänzende Stadt“), in die auch die Verwaltung aus der umayyadischen Medina-Azahara-Residenz ausgelagert wurde. Er begann mit eigenen Münzprägungen und verwendete eigene Siegel. Abi Amir al-Mansur förderte auch Kunst und Kultur, wobei er aber die Bibliothek des ihm ergebenen Kalifen Al-Hakam II. von philosophischen Schriften säubern ließ, um sich das Wohlwollen der islamischen Rechtsgelehrten zu sichern. Andererseits erweiterte er letztmals die Große Moschee (987–988) von Córdoba und erweiterte auch die Stadt selbst.
Im August 1002 starb Abi Amîr al-Mansûr in Medinaceli auf der Rückkehr von einem Feldzug. Christliche Chronisten dichteten ihm postum eine Niederlage in der angeblichen Schlacht von Calatañazor an, die nie stattgefunden hatte. Nachfolger als Kämmerer und Regent wurde sein ältester Sohn ʿAbd al-Malik (1002–1008). (Siehe auch: Amiriden)

## Belege
1. ↑  27. Ramadan 392H
2. ↑  Antonio Muñoz Molina: Stadt der Kalifen. Historische Streifzüge durch Córdoba. Rowohlt, Reinbek 1994, ISBN 978-3-499-13281-0, S. 192.

| Personendaten    | Personendaten                                                        |
| ---------------- | -------------------------------------------------------------------- |
| NAME             | Almansor                                                             |
| ALTERNATIVNAMEN  | Almansor, Abi Amîr; al-Mansûr, Abi Amîr; ألمنصور; al-Mansor bi-Allah |
| KURZBESCHREIBUNG | Regent im Kalifat von Córdoba                                        |
| GEBURTSDATUM     | unsicher: 938                                                        |
| GEBURTSORT       | unsicher: Algeciras                                                  |
| STERBEDATUM      | 10. August 1002                                                      |
| STERBEORT        | Medinaceli                                                           |